# Mike Dunham
Michael F. "Mike" Dunham, född 1 juni 1972 i Johnson City i New York, är en amerikansk före detta ishockeyspelare.
Dunham blev olympisk silvermedaljör i ishockey vid vinterspelen 2002 i Salt Lake City.